# Alaimus filiformis
Alaimus filiformis är en rundmaskart som beskrevs av Daday 1894. Alaimus filiformis ingår i släktet Alaimus och familjen Alaimidae. Inga underarter finns listade i Catalogue of Life.